# Еркалово
Ерка́лово — деревня в  Енисейском районе Красноярского края. Входит в сельское поселение Епишинский сельсовет.

## География
Расположена на правом берегу реки Енисей в 8 км к северо-западу от центра сельского поселения, села Епишино. На северной окраине деревни находится паромная переправа через Енисей: расстояние до центральной части города Енисейска с учётом переправы — 10 км.

## Население
| 2010 |
| ---- |
| 53   |